# Wybory prezydenckie w Czadzie w 2006 roku

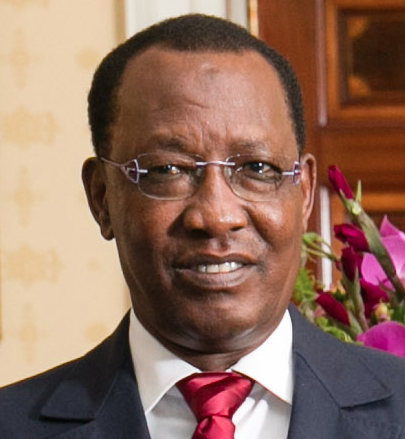
Wybrany na prezydenta Czadu kandydat - Idriss Déby.

Wybory prezydenckie w Czadzie w 2006 roku zostały przeprowadzone 3 maja 2006. Wybory wygrał urzędujący prezydent Idriss Déby.

## Przed wyborami
Lider opozycji Lol Mahamata Choua powiedział w przemówieniu do około tysiąca zwolenników na wiecu, który miał miejsce 25 marca w Ndżamenie: "Stanowczo deklarujemy, że nie będziemy brać udziału w tej maskaradzie ani jej popierać. Wybory zapowiedziane na 3 maja nie odbędą się. Nie mogą się odbyć. Musicie aktywnie do tego dążyć". Po spotkaniu, do jakiego doszło w połowie marca między liderami opozycji, premierem Czadu Pascalem Yoadimnadjim oraz przedstawicielem ONZ, Ngarlejy Yorongarem, który wystąpił przeciw Déby'emu podczas wyborów prezydenckich w 1996 i 2001, ale który zbojkotował wybory w 2006, ogłoszono osiemnastopunktowy plan, który wzywał m.in. do przedłużenia kadencji Déby o sześć miesięcy w celu zreformowania procesu wyborczego. Propozycję tę prezydent jednak odrzucił.

## Wybory
Wyniki wyborów zostały uznane przez Unię Afrykańską, choć niektórzy zachodni dyplomaci wyrażali zdziwienie tym krokiem, podkreślając liczne naruszenia procesu wyborczego Wybory potępili przywódcy ugrupowań opozycyjnych. Według oficjalnych wyników urzędujący prezydent zdobył 64,67% głosów. Wyniki wyborów nie zostały uznane przez opozycję oraz organizacje międzynarodowe z powodu masowych fałszerstw podczas głosowania. Początkowo wstępne wyniki wyborów dały urzędującemu prezydentowi około 77,6% poparcia, ale komisja wyborcza zmniejszyła zarówno ilość oddanych na prezydenta głosów z do 64,67%, jak i podała frekwencję  53,08%. 
Déby został zaprzysiężony na kolejną kadencję 8 sierpnia 2006.

## Wyniki
| Imię i nazwisko kandydata | Partia                                      | Liczba głosów | % głosów |
| ------------------------- | ------------------------------------------- | ------------- | -------- |
| Idriss Déby               | Patriotyczny Ruch Ocalenia                  | 1,863,042     | 64.67    |
| Delwa Kassiré Koumakoye   | Narodowy Ruch na Rzecz Rozwoju i Postępu    | 435,997       | 15.13    |
| Albert Pahimi Padacké     | Narodowy Ruch na Rzecz Demokracji w Czadzie | 225,368       | 7.82     |
| Mahamat Abdoulaye         | Ludowy Rozwój Demokracji w Czadzie          | 203,637       | 7.07     |
| Brahim Koulamallah        | Odnowiony Afrykański Ruch Socjalistyczny    | 152,940       | 5.31     |